# Харитоненко, Олеся Викторовна
Олеся Викторовна Харитоненко (род. 17 июля 1981, Евпатория, Крымская область) — российский и украинский политик.
Председатель Евпаторийского городского совета (2014—2021), член Государственного совета Российской Федерации. Председатель евпаторийского местного отделения партии «Единая Россия».

## Биография
С 1999 по 2004 год работала в юридической фирме «Орач» на должности делопроизводителя, с 2006 по 2010 год работала методистом Харьковского национального университета внутренних дел.
Два высших образования. В 2007 году окончила с отличием Харьковский национальный университет внутренних дел по специальности «Правоведение». Позже продолжила образование в Харьковском региональном институте государственного управления при Президенте Украины по специальности «Государственное управление», который окончила в 2011 году.
С 2002 года по 2006 год избрана депутатом Заозёрненского поселкового совета, утверждена заместителем председателя постоянной комиссии по вопросам охраны здоровья, социальной защиты, курорта и туризма, образования и культуры, спорта, по делам семьи и молодёжи, торговли.
С 2006 по 2010 год вновь избрана депутатом Заозёрненского поселкового совета и утверждена председателем постоянной комиссии по вопросам депутатской деятельности и законности, средств массовой информации, связи с общественностью.
С ноября 2010 года по сентябрь 2014 года — Заозёрненский поселковый голова. Член Партии регионов.

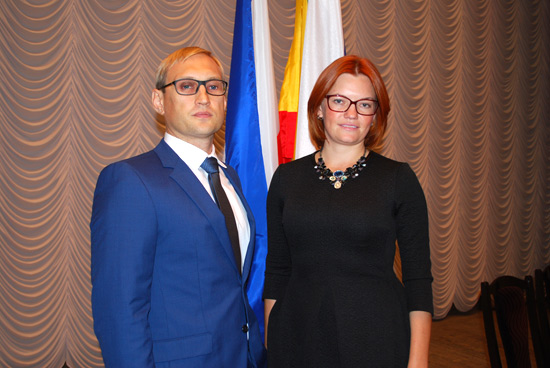
С Андреем Филоновым, 2014 год

В 2014 году избрана депутатом Евпаторийского городского совета от партии «Единая Россия». 29 сентября 2014 года на заседании 1 сессии Евпаторийского городского совета I созыва единогласно избрана главой муниципального образования — председателем Евпаторийского городского совета. В декабре 2014 года избрана Председателем Ассоциации Совета муниципальных образований Крыма.

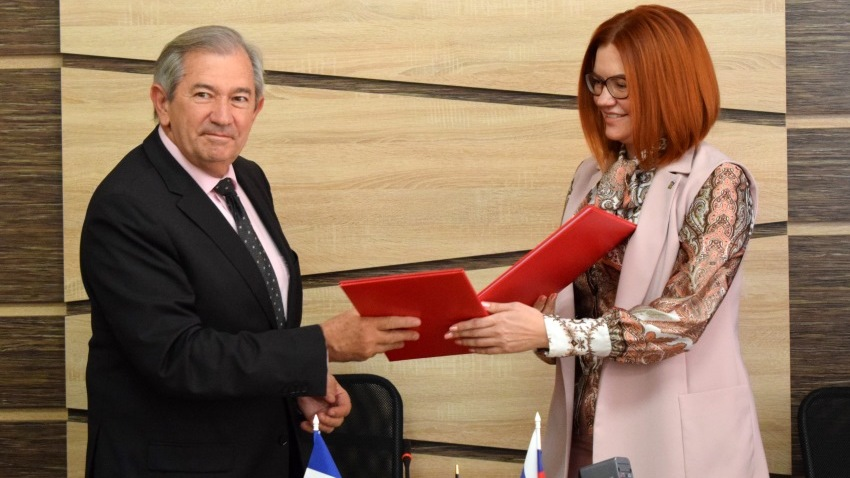
Подписание соглашения с мэром города Мариньян Эриком Лье Диссэ, 2018 год

В январе 2015 года утверждена кандидатом в члены Палаты молодых законодателей при Совете Федерации от Совета министров Республики Крым.
14 декабря 2016 года избрана секретарём евпаторийского отделения «Единой России».
В декабре 2016 года заняла четвёртое место в рейтинге самых перспективных молодых политиков Крыма составленного по результатам экспертного опроса, проведённого Региональным институтом политических коммуникаций.
В январе 2017 года вошла в состав экспертного совета по туризму комитета Совета Федерации по социальной политике. В марте 2017 года вошла в состав Совета при Президенте Российской Федерации по развитию местного самоуправления
В декабре 2017 года избрана в Генеральный совет партии «Единая Россия».
21 декабря 2020 года президентом России Владимиром Путиным назначена членом Государственного совета РФ.
5 октября 2021 года в рамках возбужденного Следственным комитетом уголовного дела по подозрению в превышении должностных полномочий в отношении Харитоненко были проведены следственные мероприятия. Сообщения ряда СМИ о задержании председателя Евпаторийского горсовета оказались ошибочны. 26 октября по решению Евпаторийского городского суда отстранена от должности главы муниципального образования на период следствия. 15 ноября Указом Президента России была исключена из состава Государственного совета. 8 декабря Евпаторийский городской совет на внеочередной сессии досрочно прекратил полномочия главы муниципалитета Олеси Харитоненко, а её членство в «Единой России» приостановлено до решения суда.
28 августа 2023 года за злоупотребление должностными полномочиями Евпаторийским городским судом приговорена к двум годам лишения свободы с отбыванием в исправительной колонии общего режима.

## Награды
- Медаль МЧС России «За содружество во имя спасения» (2016)[17]
- Благодарность Министра спорта Российской Федерации (2018)[18]
- Заслуженный работник местного самоуправления в Республике Крым (2019)[19]
- Медаль «За доблестный труд» (2020, Республика Крым)[20]